# Capital News
Capital News est une série télévisée dramatique américaine en douze épisodes de 95 minutes diffusés sur ABC entre le 9 et le 30 avril 1990.

## Fiche technique
Sauf indication contraire, les informations mentionnées dans cette section peuvent être confirmées par la base de données cinématographiques IMDb,  présente dans la section « Liens externes ».
- Titre original : Capital News
- Réalisation : Mark Tinker, Allan Arkush, Christian I. Nyby III, Michael Fresco, Dan Lerner, Win Phelps, Arthur Allan Seidelman et John Whitesell
- Scénario : David Milch, Christian Williams, Robin Green, Nick Harding, Rudy Maxa et Gardner Stern
- Photographie : Gerald Perry Finnerman
- Musique : Jan Hammer et J. A. C. Redford
- Casting : Karen Vice et Linda Lamontagne
- Montage : Geoffrey Rowland, Mort Fallick et Neil Mandelberg
- Décors : Warren Welch
- Costumes : Rachael M. Stanley et Bruce Walkup
- Production : David Milch
  - Coproducteur : Mitchell Burgess et Robin Green
  - Producteur délégué : Mark Tinder et Christian Williams
  - Producteur associé : Geoffrey Rowland et Neil Mandelberg
- Sociétés de production : MTM Enterprises
- Société de distribution : MTM Enterprises
- Chaîne d'origine : ABC
- Pays d'origine :  États-Unis
- Langue originale : anglais
- Genre : Drame
- Durée : 95 minutes

## Distribution

### Acteurs principaux
- Lloyd Bridges : Jonathan Turner
- Michael Woods : Clay Gibson
- Mark Blum : Edison King
- William Russ : Redmond Dunne
- Helen Slater : Anne McKenna
- Daniel Roebuck : Haskell Epstein
- Jenny Wright : Doreen Duncan
- Christian Clemenson : Todd Lunden
- Kurt Fuller : Miles Plato
- Chelsea Field : Cassy Swann
- Charles Levin : Vinnie DiSalvo
- Richard Murphy : Richie Fineberg

### Acteurs secondaires et invités
- Jackie Cooper : John C. Dood
- Kathryn Harrold : Joyce
- Lee Richardson : Alex Streeter
- James Avery
- Benjamin Bratt
- John Capodice
- Richard Foronjy
- Beah Richards
- Noble Willingham
- Bryan Cranston : Marple
- Anne Haney
- Ken Page
- Leah Ayres : Stephanie Sellars
- James Morrison
- Andreas Katsulas
- James Eckhouse
- Maggie Roswell
- Jesse D. Goins
- Ben Wright

## Épisodes
1. Pilot
2. Finished? …Not Dunne
3. Blues for Mr. White
4. Tapes of Wrath
5. D.C. Tree
6. King for a Day
7. Bye Hooker, Bye Crook
8. The Last Supper
9. Shell Game
10. Here Comes the Sun
11. The Best Little Whorehouse in Virginia
12. Swanns and Drakes
13. A Man's Home Is His Hassle